# Pikonema alaskensis
Pikonema alaskensis är en stekelart som först beskrevs av Sievert Allen Rohwer.  Pikonema alaskensis ingår i släktet Pikonema och familjen bladsteklar. Inga underarter finns listade i Catalogue of Life.